# Уббиали, Карло
Карло Уббиали (итал. Carlo Ubbiali; 22 сентября 1929 года, Бергамо, Ломбардия, — 2 июня 2020) — итальянский мотогонщик. Девятикратный чемпион мира по шоссейно-кольцевых мотогонок серий Moto2 / 250 см³ и Moto3 / 125 см³ : шестикратный в классе 125сс (1951, 1955-1956, 1958-1960 годы) и трёхкратный в классе 250 сс (1956, 1959-1960 годы).

## Биография
Родился в Бергамо, Ломбардия. В 1949 году, на первом чемпионате мира по шоссейно-кольцевых мотогонок Moto3 / 125 см³ занял четвертое место в классе 125cc, выступая за команду MV Agusta.
В сезоне 1950 года перешёл в команду Mondial.
В 1951 году выиграл свой первый чемпионат мира.
В следующем сезоне, заняв в четырёх гонках, в которых выступал, вторые места, уступил титул чемпиона британцу Сесилу Сендфорду. После этого, в 1953 году Уббиали вернулся к MV Agusta, с которой выступал до завершения карьеры. С командой выиграл еще пять титулов чемпиона в классе 125cc и три в классе 250cc.
Кроме этого, был также пятикратным победителем престижных соревнований на острове Мэн «Isle of Man TT». Он редко выбирал неверную траекторию для мотоцикла, о чем свидетельствует тот факт, что Карло никогда не попадал в серьезные аварии во время своей 12-летней карьеры в Гран-При.
Завершил активную спортивную карьеру в возрасте 30 лет в полном расцвете сил. До появления Джакомо Агостини, его считали лучшим мотогонщиком Италии. Девять побед на чемпионатах мира ставят Карло Уббиали вместе с Майком Хейлвудом и Валентино Росси на третью строчку в списке самых успешных мотогонщиков всех времен после Джакомо Агостини и Анхеля Ньето.
За свою манеру езды получил прозвище «Лис» — он всегда выжидал, держа соперника в напряжении, и делал стремительный рывок только в конце гонки.
В 2001 году Карло Уббиали введён Международной мотоциклетной федерацией в «Зал славы MotoGP».